# Acolhuas
Os Acolhas eram um povo mesoamericano que chegaram ao Vale do México, no final do século XII ou início do século XIII. Eram uma cultura irmã dos astecas (ou mexicas), bem como os tepanecas e outros; estas tribos falavam a língua náuatle e compartilhavam o mesmo panteão geral, com variações locais e tribais. Sua principal capital foi Texcoco.

## Etimologia
O nome ā-cōl-huah (ā - 'água'; cōl - 'avô', 'antepassado'; huah - 'titular') literalmente significa "aqueles cujos antepassados vieram da água". O glifo utilizado para a cidade é um braço dobrado com sinal água (Nahuatl, ā-) para cima (para representar o valor fonético / a /), este glifo vem de quase-homofono ahcol- 'ombro' , deste modo se interpreta o significado de alcohua a partir de ahcolhuah, 'que tem ombro' ou figurativamente 'homem esforçado'. No entanto, a notação correta de vogais longas descartaria esta segunda interpretação.

## Origens
Após a partida de Chicomoztoc, os Acolhas inicialmente se estabeleceram na região chichimecas de Xolotl. No entanto, há evidências de que várias casas senhoriais os precederam séculos antes, incluindo Coatlichan (que pertencia à Tríplice Aliança de 1047-1272), Huexotla, Otompan e Chimalhuacan.
O que as fontes designam como "raça" Acolhua, na realidade é o resultado do desenvolvimento de diferentes grupos étnicos que se estabeleceram na região leste do Estado do México e na região de Hidalgo que faz fronteira com este, em especial relacionadas às tradições Otomis e Nahua dominante . Ao longo do tempo, desenvolveram uma "consciência tolteca" declarando-se descendentes de chichimecas e Nahuas; este processo resultou de fortes relações com outros grupos e que os eventos sejam em grande parte mistificados, tornando os dados improváveis e confusos, sendo necessária uma avaliação mais cuidadosa dos documentos que conhecemos.
Apesar de exageros com relação a sua chegada na região por algumas fontes (século IX ou X, referindo-se ao assentamento em Tenayuca), é mais razoável aceitar que chegaram no final do século XII (ou início do século XIII). A importância deste grupo étnico esta em que a linhagem dos senhores de Tenayuca-Texcoco, anos antes de sua aliança com os astecas, controlavam uma grande área que incluía a rota comercial com o Golfo do México (Zona Huasteca). Inclusive se considera que tinham o maior refinamento cultural no Altiplano Central na época da chegada dos espanhóis.

## Período Inicial

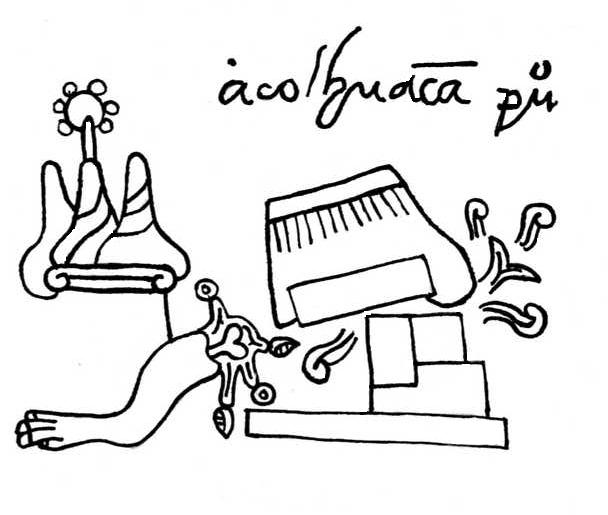
Acolhuacan-Texcoco como aparece no Códice Mendoza

Segundo as fontes, as origens desta cultura começam com a saída de seu líder Xólotl do lendário Chicomoztoc. Fizeram um assentamento provisório em Xoloc e posteriormente estabeleceram sua capital em Tenayocan (Tenayuca). Analisando cuidadosamente os documentos coloniais notamos que a participação de Xolotl fazia parte de um contexto mítico, que validariam o direito da classe dirigente governar. A existência física deste líder transcendente foi mitificada, e poderia ter ocorrido em 1130. Além disso, ainda segundo as mesmas fontes  governou por 47 anos, (1157-1204), se realmente existiu.
O segundo governante (considerado como tlatoani) foi Nopaltzin, que governou de 1202 a 1236. Apesar das fontes e pictogramas do século XVI apresentarem os Acolhuas como chichimecas bárbaros e incivilizados, na verdade realizavam censos e demarcavam territórios, tinham uma organização política clara e um sistema hidráulico complexo; tudo isto indica uma cultura superior ao tradicionalmente aceito. Por outro lado, de acordo com o estudo de Charles Dibble sobre o Códice Xólotl, a partir de seu reinado passou a ocupar um território que abarcava do Nevado de Toluca ao Pico de Orizaba, em Veracruz, e de norte a sul do Altépetl de Metztitlán em Hidalgo até o Altépetl de Izucar em Puebla, mas não existem outros registros históricos sobre essa questão.
O governo de Nopaltzin não sobressaiu a de seus vizinhos, porque nesta época os Tepanecas e os Colhuas exerciam maior influência. O território que a Aliança Chichimeca-Colhua dominou se estendia pela Serra de Guadalupe e seus sopés correspondentes, limitada ao sul pelo  Altépetl de Tepanecapan e ao norte pela aliança de Xaltocan-Tepotzotlan-Cuauhtitlan. Nopaltzin era casado com Azcaxochitzin , filha de Pochotl e neta de Topiltzin de Tula, tiveram três filhos: Cozanatzin-atencatl que foi regente de Zacatlán; Huixaquentochin que governou Tenamitec; e Tlotzin Pochotl que foi eleito seu sucessor em Tenayocan.
Tlotzin  se casou com Pachxochitzin, filha de um senhor de Chalco chamado Cuahuatlal; desta união nasceram seis filhos, Xiuhquetzal, Tochin, Nopaltzin Cuetlachihuitzin, Quinatzin Tlaltecatzin, Malinalxochitl (que se casa com o Tlacotzin , soberano de Coatlichan, de onde afirmam vir o direito para governar Acolhuacan) e a sexta foi uma mulher de nome desconhecido. Ascende ao trono em 1236 centrando sua regência em melhorar a qualidade de vida da população, a construção de grandes obras hidráulicas, a melhoria das estradas, e estabelecendo relações cordiais com as cidades tributárias, o que provoca um aumento da população e um Estado melhor organizado. Em 1240 chegam os Mexicas pedindo permissão a Tlotzin para que pudessem se estabelecer num pedaço chamado Huixachtitlan. Os astecas tornaram-se a partir dai mercenários contratados a serviço de Acolhuas. Em 1245 tem lugar o confronto entre Tenayocan e Colhuacan, onde o primeiro, com a ajuda dos mexicas se tornam vencedores os vencedores, nesta ocasião os nobres acolhuas passam a desposar mulheres da elite tolteca para "melhorar" o status de suas famílias. Depois disso o governo de  Tlotzin procurou  fazer alianças especialmente na região oriental do Lago de Texcoco, no momento da sua morte seu território era considerado  um tlahtocayotl forte e sólido, com muitos recursos, tanto que foi capaz de participar na guerra de sucessão do trono de Coatlichan em 1272.

## Consolidação e crescimento
Pouco antes da morte de Tlotzin, em 1270, ocorreram conflitos entre os Acolhuas, Yacanex, senhor de Tepetlaoxtoc reclama para si a capital - Coatlichan - pretendento usurpá-la de seu legítimo herdeiro, Huetzin. Com a ascensão de Quinatzin Tlaltecatzin, em 1272, o conflito chega ao clímax.  Yacanex forma uma aliança com os Altépetl otomíanos de Metztitlán, Tototepec e Tepepolco (governado respectivamente por Ocotoch, Coacuech e Zacatitechcochi), enquanto isso Huetzin é apoiado por seus tios, Quinatzin e Nopaltzin alem de tropas de Tochinteuctli que era filho do tlatoani de Cuahuacan (não confundir com outro tio de Huetzin com o mesmo nome).
A batalha final ocorreu em quatro frentes diferentes: Chiucnauhtlan (Chiconautla) defendida por Yacanex e atacada por Tochinteuctli que mata o instigador da revolta; em Patlachiuhcan (Pachuca) onde Coacuech se entrincheira e Huetzin consegue quebrar o cerco e atingir a vitória; em Zoltepec, foi Ocotoch quem montou sua trincheira mas foi capturado e morto por Nopaltzin que animado perseguiu  seus inimigos até quase chegar a Tolantzinco, onde sofreu uma emboscada e foi morto. O último bastião da batalha foi em Cuaximalco próximo a Tepepolco que foi destruído por Quinatzin.
Após a vitória Quinatzin se convence a mudar a capital para a costa oriental, para uma aldeia chamada Catlenihco, onde vivia antes do conflito, que passou a ser chamada de Texcoco. Em Tenayocan permanece como tlatoani Tenancacaltzin, que era meio-irmão de Tlotzin. Tochinteuctli torna-se tlatoani de Huexotla, iniciando uma nova linhagem.
Durante a regência de Quinatzin ocorreram grandes mudanças para os astecas, embora os Acolhuas não estivessem diretamente envolvidos. Em 1274 Huixachtitlan move sua capital para uma ilha no lago  Texcoco; e de 1281 a 1299 para Chapultepec ou Colina do Gafanhoto.  Depois de servir o rei de Culhuacan, os astecas subiram na hierarquia da região e ficaram subordinados a uma das filhas do rei. De acordo com relatos mitológicos, os astecas sacrificaram a filha do rei e esfolaram sua pele, ainda segundo o relato isso foi feito por ordem de seu deus Huitzilopochtli. Quando o rei dos Culhuacan soube disso, atacou os astecas e os expulsaram de suas terras. Os astecas, então, mudaram-se para uma ilha no meio do lago Texcoco, onde uma águia estava aninhada em um cactus nopal. Os Mexica interpretaram isso como um sinal de seu deus e fundaram sua nova cidade, Tenochtitlan, em 1325. Enquanto isso acontecia Texcoco foi se consolidando às expandindo as fronteiras de Acolhuacan até o Estado de Puebla. Em 1323 nasce Techotlalatzin o último filho de Quinatzin, e com a morte deste em 1331, se torna o novo tlatoani acolhua com apenas 8 anos de idade.
Em 1336 a aliança entre colhuacan e os astecas tinha terminado, em 1337 uma fração dos mexicas se separa politicamente e se estabelece em Tlatelolco. Já em 1344 Azcapotzalco apoia os astecas para derrubarem Colhuacan e tomarem o seu lugar na Tríplice Aliança.
Techotlalatzin sucedeu Quinatzin e durante seu governo preocupou-se  em controlar e gerenciar sua região pacificamente,  mantendo um forte contingente de guerreiros, com exercícios militares regulares. Por outro lado percebeu que o náuatle já estava difundida em seu território e adotou-a como lingua oficial. Este governante texcocano casou-se com uma filha Acolmiztli de Coatlichan , chamada Tozquetzin e tiveram cinco filhos: Tenannahuacatzin, Acatlotzin, Tenancacaltzin, Chochxochitzin e Ixtlilxochitl Ome Tochtli, seu herdeiro e sucessor.

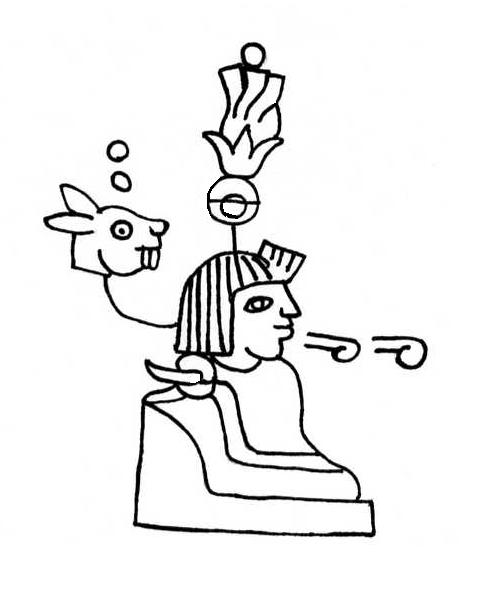
Imagem de Ixtlilxochitl Ome Tochtli

Ixtlilxochitl nasceu na floresta Tzinacanoztoc em 1351, ocupava um lugar especial no governo, era respeitado e admirado. Desde seu nascimento foi encarregado de governar um grupo de aldeia: Tepepolco, Tepetlaoxtoc, Teotihuacan, Tezoyocan, Tepechpan, Chiuhnauhtlan, Cuextecaichocayan, Tlalaxapan, Tizayocan, Ahuatepec, Axapochco e Cuauhtlatzinco. Ixtlilxochitl se torna parente da nobreza tenochca ao se casar com Matlatzihuatzin,  filha de Huitzilihuitl e irmã de Chimalpopoca e Itzcoatl, com quem teve dois filhos Nezahualcoyōtl e a  princesa Atotoztzin (a partir deste soberano a poligamia passou a ser aceita entre a nobreza). Ixtlilxochitl  assumiu o controle de Acolhuacan após a morte de seu pai em 1409; foi uma exceção na história, pois a maioria dos tlatoques ascendia ao trono muito jovem (como ocorreu com seu pai) e ele o fez aos 58 anos de idade, e reinou por apenas três anos, já que em 1412, passou o cargo a seu filho Nezahualcoyōtl.
Tezozómoc que era tlatoani de Azcapotzalco desde 1343, com as vitórias que conquistou nas últimas décadas acreditava ter força suficiente para atacar Texcoco em 1414, nomeando como general de seu exército Tlacateotl,  tlatoani  de Tlatelolco, que comanda a ofensiva do lago e envia um contingente por terra que sai de Ehecatepec para Chiconauhtla, Ixtlilxochitl nomeia como seu General Tzoacnahuacatzin que defende suas posições aquáticas e envia Coacuecuenotzin para combater as tropas que vem por terra. Os tepanecas mantêm vantagem até 14 de abril de 1415, quando quase todos estavam entrincheirados em Texcoco. A partir deste dia os acolhuas iniciam uma contra-ofensiva que inverte os papéis, Tzoacnahuacatzin começa a repelir os inimigos ao sul, primeiro invadem Actahuacan e logo passam a controlar o território até Iztapaluca. Ao mesmo tempo Coacuecuenotzin passa a galgar postos ao norte, Xilotepec, Tepotzotlan, Citlaltépec e Cuauhtitlan onde ocorreu uma grande batalha, desta posição conquistam Temacpalco e passam a sitiar Azcapotzalco por mais de três anos. Em 1418 encurralado e desamparado Tezozómoc pactua sua rendição e decide fechar a negociação em Texcoco em 4 de agosto, com conhecimento de causa conspira a compra de aliados para matar traiçoeiramente Ixtlilxochitl e seus aliados em seu próprio palácio, consegue escapar na última hora com seu filho Nezahualcoyōtl, escapando do encalço dos guerreiros tepanecas por mais de um mês, até que no dia 24 de setembro de 1418 conseguem alcançar e matar o tlatoani acolhua, Nezahualcoyōtl escondido em uma árvore contempla o assassinato de seu pai e depois foge para Huexotzinco e, em seguida para Chalco. Tezozómoc ganha assim o controle do vale do México e das áreas vizinhas, impondo a nobreza tepaneca nas grandes cidades e estabelecendo alianças matrimoniais.

## Recuperação da Independência

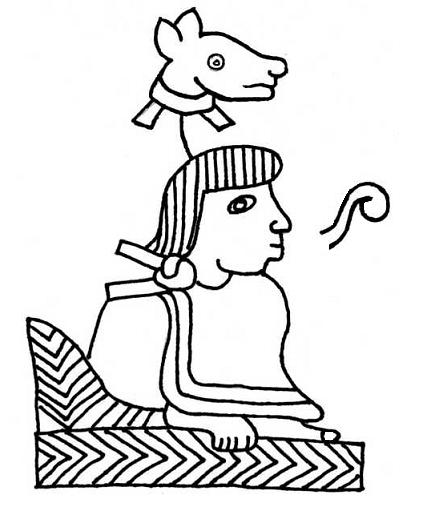
Nezahualcoyotl tlatoani de Texcoco

Após uma curta temporada em Huexotzinco, Nezahualcoyotl  decidiu  mudar-se para Chalco para ficar mais perto de seu povo, onde procurou não ser descoberto e através de seus espiões ficava sabendo dos eventos importantes. Mas acabou provocando o tlatoani de Chalco que mandou prendê-lo numa jaula sem comida para morrer de inanição. Com o ajuda de um velho aliado conseguiu escapar indo novamente para Huexotzinco. De lá, através de meios diplomáticos e com a ajuda de seus parentes em Tenochtitlan, obteve a indulgência de Tezozómoc que autorizou a residir nesta cidade insular.
Com a morte de Tezozómoc em 24 de março de 1426 ocorre um novo divisor de águas na história antiga. Quetzalayatzin foi  designado como sucessor de Tezozómoc isto provoca a ira de Maxtla  que era o tlatoani de Coyoacan desde 1410, decide usurpar o trono deste em 29 de março, dessa forma, logo após as cerimônias funerárias de Tezozómoc,  Maxtla inicia seu reinado despótico.
Na noite de 12 de julho, Chimalpopoca tlatoani de Tenochtitlan arquiteta um plano para assassinar Maxtla e encarregou Quetzalayatzin para executar a fim de que este recuperasse seu posto. Infelizmente o tirano descobre o plano e no dia seguinte manda matar seu meio-irmão. Em 18 de julho Maxtla exige que Tlacateotzin de Tlatelolco também seja morto, este tenta escapar mas é atingido na entrada da Xaltocan, e é substituído por Cuauhtlatoatzin.
Em 20 de julho Maxtla manda aprisionar Chimalpopoca , Nezahualcoyotl se envolve na brigas e tenta resgatar seu tio, mas não consegue e tem que fugir para salvar sua própria vida, neste momento decide recuperar seu domínio, através de várias alianças conquista a área central de Acolhuacan e entra em Texcoco em 11 de agosto. Enquanto isso Chimalpopoca é executado em 21 de julho de 1426, sendo eleito como seu sucessor Itzcóatl no ano seguinte.

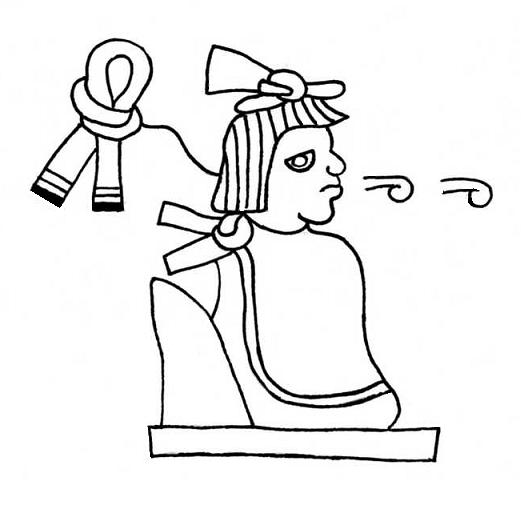
Maxtla tlatoani de Azcapotzalco

A situação fica tensa por quase dois anos, durante os quais alianças com Huexotzinco e Tlaxcala irão determinar que a balança penderá a favor dos Tenochcas e dos Acolhuas, principais adversários dos Tepanecas, a  desencadear um ataque contra Maxtla em 1428, conquistando Azcapotzalco naquele ano, e posteriormente Tlacopan, Atlacuihuayan e outras cidades Tepanecas, até que finalmente em 1430 Maxtla é derrotado em Coyoacan, algumas fontes indicam que Nezahualcoyotl matou o usurpador, mas não se sabe ao certo se ele morreu ou fugiu, seja como for jamais se teve notícias dele novamente.
Os vencedores decidem restabelecer  a Excan Tlahtoloayan (Tríplice Aliança) entre Texcoco, Tlacopan e Tenochtitlan, que Totoquihuatzin (de Tlacopan) recebeu o título de Tepanecateuctli, Nezahualcoyotl (de Texcoco) recebeu o título de Chichimecateuctli e Itzcóatl (de Tenochtitlan) recebeu o título de  Colhuateuctli.
Em 1431 Itzcóatl incita os Acolhuas dizendo que Nezahualcoyotl, não era digno de ser um Chichimecateuctli, como consequência ocorre uma breve guerra de oito dias, na qual o exército de Nezahualcoyotl mostra a sua superioridade entrando em Tenochtitlan, Itzcóatl assume sua derrota e jura lealdade ao tlatoani de Texcoco que perdoa de forma magnânima os tenochca e perde a oportunidade de controlar a região central do México, talvez porque tal ato seria concebido como uma tirania e dentro de sua visão de mundo seria necessário um equilíbrio entre os povos com a existência das alianças. Neste mesmo ano ocorre uma guerra civil entre Tenochtitlan e Tlatelolco, onde os tlatelolcas derrotados ficaram submetidos às ordens de Itzcóatl, que decide iniciar sua expansão para o sul conquistando Xochimilco.
Em 1432 os tenochcas derrotam Mizquic e Cuauhquechollan, em 1433 reconquistam Cuitlahuac, e adquirem o controle da rota  do algodão ao derrotar Cuauhnahuac em 1439.
Itzcóatl morre em 1440 e o conselho da cidade junto com os tlatoani de Texcoco e Tlacopan escolhem Motecuhzoma Ilhuicamina como novo tlatoani, que apoiado por Nezahualcoyotl realizou a primeira onda expansionista enriquecendo-se com produtos exóticos e com os celeiros do estado -- no final de seu período -- co sua capacidade máxima. Apesar de sua regência ter seus altos e baixos, como a carestia de 1446 (que levou a uma nova guerra contra os chalcas que duraria vinte anos) e a grande carestia de 1450 - 1454 (que motivou as famosas "Xochiyáoyotl" -- Guerras floridas -- contra Tlaxcallan.
Ilhuicamina acompanha Nezahualcoyotl nas primeiras incursões ao estado de Oaxaca, submetendo Cohuaixtlahuacan (Coixtlahuaca) e Tepozcolollan (Teposcolula) em 1461, e para ter um melhor controle da rota  conquistam Atezcahuacan na região de Puebla, neste mesmo ano. Em 1463 avançam para a região de Cuetlaxtlan mas não a submetem completamente.
É atribuída a Axoquetzin filho de Nezahualcoyotl a captura do tlatoani de Chalco e o fim da guerra de vinte anos, este que tinha apenas 18 anos na  época do ocorrido (1464), a partir deste fato passou a ser muito elogiado pelos acolhuas. Os tlatelolcas e os acolhuas destacaram-se em 1466 pela conquista de Cuauhtinchan e de sua capital Tepeyacac, passando a controlar a rota do sul que ia de Tlaxcallan até Veracruz. Nezahualcoyotl dirigiu a expansão ao Golfo do México, conquistando em 1467 sua capital Tlatlauhquitepec e a província costeira de Cuetlaxtlan com auxílio dos astecas em 1470, embora esta se rebelasse entre 1473 e 1475.
Durante seus últimos dois anos Nezahualcoyotl se dedicou a consolidar os territórios conquistados. Foi mitificado pelos cronistas do século XVII, que com base em algumas evidênciastransmitiram a imagem de um rei monoteísta, mais próximo dos cânones da moralidade ocidental. Certamente foi um grande engenheiro e poeta; conquistou pelo menos 40 povos, matando 12 de seus governantes com as próprias mãos, paradoxalmente a sua fama e importância a grande maioria de sua obra e vida são desconhecidas.

## Nezahualpilli e seus sucessores

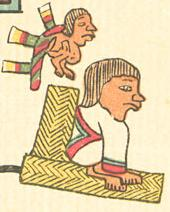
Imagem de Nezahualpilli

Nezahualpilli Acamapichtli segundo filho de Nezahualcoyotl nasceu em 1 de janeiro de 1465, na época da morte de seu pai em 1472 tinha apenas oito anos e foi eleito o novo tlatoani de Texcoco, uma situação que favoreceu Tenochtitlan que discretamente toma o controle da Tríplice Aliança.
No ano seguinte, acontece o último conflito interno entre Tenochtitlan e o tlatelolco Moquihuix que ascendeu em 1467  faz aliança com Colhuacan, Cuitlahuac e Huitzilopochco, para conseguir o comando sobre todos os astecas, Axayácatl avança sem piedade sobre a cidade gêmea conseguindo encurrala-los na praça cerimonial onde Moquihuix estava entrincheirado e os tlatelocas são derrotados,  com a destruição do Templo de Tlatelolco em 28 de julho de 1473 e permanecendo desta forma por mais de quarenta anos como um aviso para qualquer outro ato subversivo.
A história de Texcoco na época de Nezahualpilli estava ligada à dos astecas, os exércitos acolhuas obedeciam às ordens tenochcas. Em 1476 ocorrem as campanhas de Tlachco, Malinalco, Ocuillan. Em 1477 ocorre a de Tollocan, neste mesmo ano em Xiquipilco seu tlatoani Tlilcuetzpali quase mata Axayácatl mas é salva pelo capitão acolhua e governador de Teotihuacan Quetzalmamalitzin, que também captura Tlilcuetzpali conseguindo a vitória. Em 1478 o exército acolhua-tenocha enfrenta mais uma derrota em Taximaroa (região que abrangia os atuais estados de Hidalgo e de Michoacán), contra os tarascos encerrando seu avanço para o oeste. A última conquista de Axayácatl ocorre na província cuexteca (Huasteca) de Tochpan logo em seguida morre em 1481.
Nezahualpilli , após a morte de Axayácatl passa a liderar suas primeiras batalhas em 1481 contra Ahuilizapan, Tototlán e Oztoticpac de onde retorna triunfante.
Afirmam que Nezahualpilli teve 40 esposas, em só com sua esposa legítima Tenancacihuatzin teve 11 crianças; Huexotzincatzin, Tiacapantzin, Cuauhtliztactzin, Tetlahuehuetzquititzin, Tlacoyehuatzin, Teicutzin, Xocotzin, Coanacochtzin (Dom Pedro), Ixtlilxochitl (Hernando Cortés), Nonoalcatzin (Dom Jorge) e Yoyotzin.

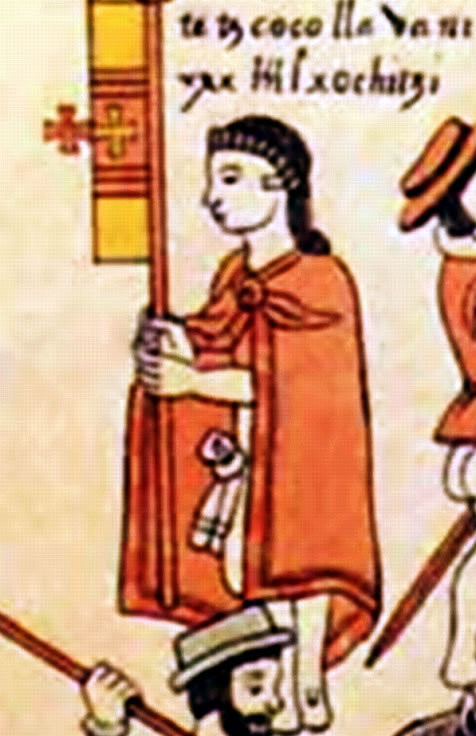
Hernando Ixtlilxóchitl

A situação dos acolhuas na Tríplice Aliança continuou inalterada até a ascensão de Montezuma Xocoyotzin em 24 de maio de 1503. Este durante seu governo procura aumentar a centralização do poder em suas mãos ainda mais. A partir de 1510 Xocoyotzin conspira para eliminar Nezahualpilli do poder, apesar de todas as suas tentativas "legais" falharem por meio de ações diplomáticas manipula e controla o território acolhua. A morte aparentemente natural de Nezahualpilli em 1515 causa uma comoção, pois não tinha designado um herdeiro, seus filhos legítimos por ordem de direito eram: Tetlahuehuetzquititzin, Ixtlilxochitl e Coanacochtzin, o primeiro não foi considerado apto e desiste de ser o novo soberano, os outros dois eram muito jovens (Ixtlilxochitl tinha apenas 16 anos de idade e Coanacochtzin era mais jovem ainda), desta forma o conselho não chegava a um acordo, com isso Montezuma Xocoyotzin consegue que um aliado seu Cacama (sobrinho de Nezahualpilli) fosse nomeado, governando de 1516 a 1520. Cacama foi morto pelos espanhóis, seu sucessor foi Coanacochtzin (1520-1525), último tlatoani de Texcoco antes da conquista do México e da imposição do novo regime.
Por sua ascendência real Hernando Ixtlilxóchitl se torna governador de Acolhuacan – já como instituição hispânica –  a partir de 1525, assim sendo seu mandato já faz parte da história colonial.